# Juan Manuel García Zavala
Juan Manuel García Zavala (Guadalajara, Jalisco, México, 18 de febrero de 1980) es un exfutbolista de nacionalidad mexicana. Jugaba en la posición de defensa y su club de retiro fue Leones Negros de la Universidad de Guadalajara de la extinta Liga de Ascenso de México (actualmente Liga de Expansión MX).

## Trayectoria
Su primer club profesional fue el Atlas de Guadalajara club con el que debutó a los 18 años. Durante el Verano 2001 adquirió cierta regularidad entrando de relevo, sin embargo no ha podido despuntar, siendo su mejor torneo el Apertura 2002 en que jugó 15 partidos de titular y después volvió a ser remitido a la banca. Para el Clausura 2004 retoma cierta actividad y permanece en el equipo para el clausura 2006, también ha jugado para el Club León, Tiburones Rojos de Veracruz, Correcaminos de la UAT y Leones Negros de la Universidad de Guadalajara todos en la división de ascenso.
En la actualidad sigue ligado al fútbol dirigiendo las fuerzas básicas de los Leones Negros de la Universidad de Guadalajara en la tercera división profesional.

### Clubes
| Club                       | País                | Año         | Partidos | Goles | Media |
| -------------------------- | ------------------- | ----------- | -------- | ----- | ----- |
| Atlas de Guadalajara       | México              | 1998 - 1999 | 2        | 0     | 0     |
| Académicos de Tonala       | México              | 2000        | 15       | 1     | 0.07  |
| Atlético Yucatán           | México              | 2000        | 16       | 3     | 0.19  |
| Atlas de Guadalajara       | México              | 2001 - 2006 | 88       | 3     | 0.03  |
| Club León                  | México              | 2006 - 2008 | 50       | 2     | 0.04  |
| Correcaminos de la UAT     | México              | 2008 - 2009 | 25       | 1     | 0.04  |
| Club León                  | México              | 2009        | 4        | 0     | 0     |
| Universidad de Guadalajara | México              | 2010        | 14       | 2     | 0.14  |
| Veracruz                   | México              | 2010        | 6        | 1     | 0.17  |
| Universidad de Guadalajara | México              | 2011 - 2013 | 55       | 1     | 0.02  |
| Total en su carrera        | Total en su carrera | 1998 - 2013 | 275      | 14    | 0.05  |

## Estadísticas

### Resumen estadístico
| Competencia                | Partidos | Goles |
| -------------------------- | -------- | ----- |
| Primera División de México | 88       | 3     |
| Liga de Ascenso de México  | 196      | 6     |
| Total                      | 284'     | 9     |